# 282 av. J.-C.
Cette page concerne l'année 282 av. J.-C. du calendrier julien proleptique.

## Événements
- 24 mars (21 avril du calendrier romain) : début à Rome du consulat de Gaius Fabricius Luscinus et Quintus Aemilius Papus[1].
  - Victoire de Quintus Aemilius Papus contre les Boïens et les Étrusques à la bataille de Populonia[2]. Les Boïens demandent la paix et abandonnent leurs alliés.
  - C. Fabricius Luscinus vainc les Samnites, les Bruttiens et les Lucaniens qui menacent la colonie grecque de Thurii, et obtient les honneurs du triomphe[1].
  - Rome envoie des garnisons à Rhêgion et à Thurii, en violation du traité conclu avec Tarente vers 302 av. J.-C.. Tarente, menacée, envoie sa flotte qui capture quatre navires romains sur dix dans le golfe de Tarente (bataille de Tarente) et expulse la garnison de Thurii[3]. Début de la guerre de Rome contre Tarente (fin en 272 av. J.-C.). Le peuple de Tarente, sous l’impulsion des démocrates, décide la guerre. Il appelle Pyrrhus, roi d’Épire pour diriger les opérations[1].
- Juin-juillet : Séleucos Ier déclare la guerre à Lysimaque, roi de Thrace, sans doute à l’instigation de Ptolémée Kéraunos. Il envahit l'Asie Mineure[4].

## Décès
- Démétrios de Phalère